# فولفغانغ لوس
فولفغانغ لوس (بالألمانية: Wolfgang Loos)‏ هو لاعب كرة قدم ومدرب كرة قدم ألماني، ولد في 6 أغسطس 1955 في إسن في ألمانيا. لعب مع نادي أوسنابروك.

## وصلات خارجية
- فولفغانغ لوس على موقع بيانات كرة القدم. دي إي (الألمانية)